# Nis Bank-Mikkelsen

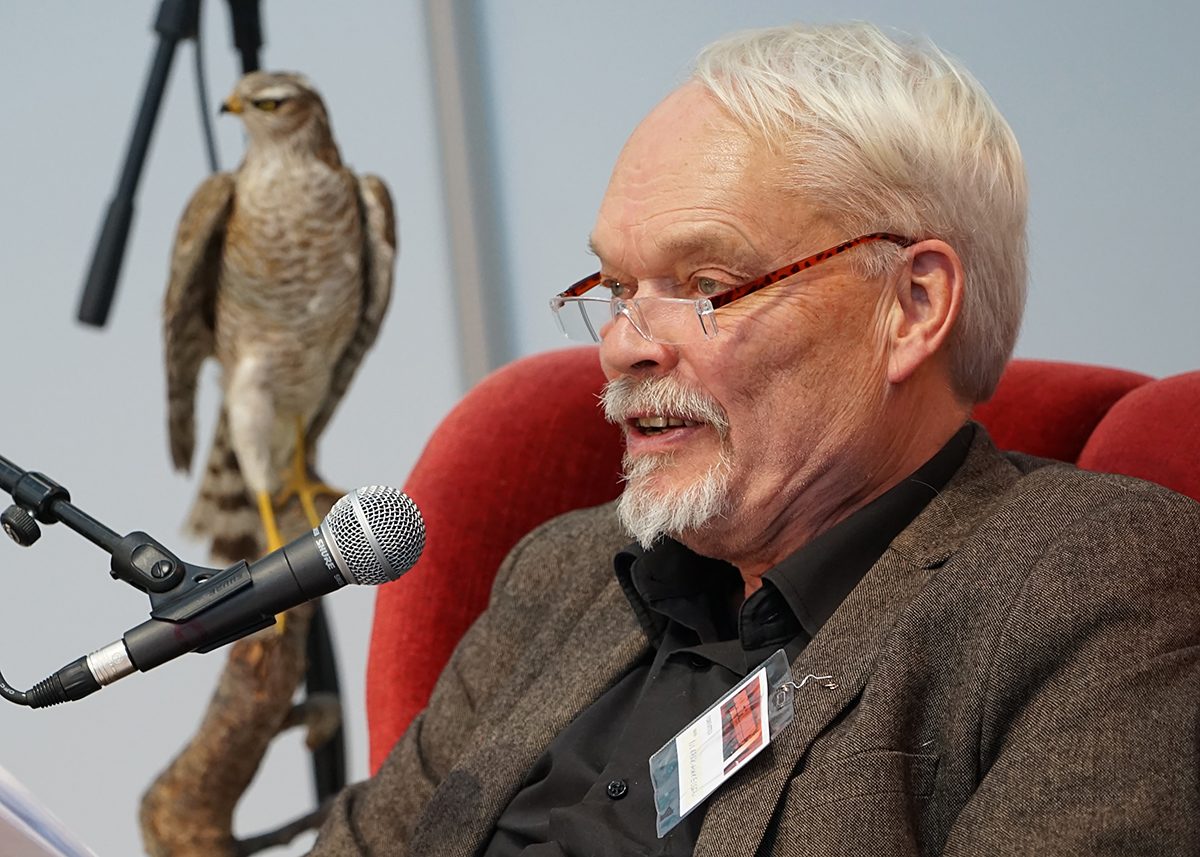
Nis Bank-Mikkelsen (2015)

Nis Bank-Mikkelsen (* 10. April 1945 in Frederiksberg) ist ein dänischer Schauspieler und Synchronsprecher für Zeichentrickfilme.

## Leben
Nis Bank-Mikkelsen wurde als Sohn des Begründers des ersten konsequenten Integrationsansatzes für Menschen mit Behinderungen, des Normalisierungsprinzips, Niels-Erik Bank-Mikkelsen († 1990) und seiner Frau Birthe Hansen in Frederiksberg geboren, wo er auch aufwuchs. Er studierte von 1965 bis 1966 Theater-Geschichte an der Universität Kopenhagen und ging anschließend als Student zum Århus Teater. 1969 schloss er sein Studium ab und blieb bis 1978 beim  Århus-Theater als Theaterschauspieler. Während seiner Studienzeit war auch auf Studienreisen in Berlin, London, Oslo und Stockholm. Bank-Mikkelsen hatte darauf auch Engagements an verschiedenen Theatern wie dem Café Teatret, Folketeatret und Gladsaxe Teater, ab 1980 hatte er mehrere Rollen am Det Kongelige Teater.
Als Filmschauspieler wirkte er an vielen dänischen Fernseh- und Filmproduktionen mit. Seine bekanntesten Auftritte hatte er in den Fernsehserien Die Leute von Korsbaek, TAXA, Karrusel, Forsvar, Krøniken sowie in den Weihnachtsserien Alletiders jul und Alletiders Julemand. Bank-Mikkelsen war auch als Synchronsprecher bei zahlreichen Animationsfilmen tätig, darunter auch als Tobe in Pucca. Zudem hatte er mit einigen seiner Schallplatten- und  CD-Veröffentlichungen Erfolge erzielt. Er ist auch ein beliebter Moderator bei Danmarks Radio, wo er unter anderem in den letzten Jahren an der bekannten dänischen Satire-Fernsehshow Rytteriet beteiligt ist.

## Filmografie (Auswahl)
- 1976: Aladdin eller den forunderlige lampe (Fernsehserie)
- 1981: Die Leute von Korsbaek (Matador) (Fernsehserie)
- 1985: Johannes's hemmelighed
- 1986: Walhalla (Valhalla) (Sprechrolle)
- 1987: Pelle, der Eroberer (Pelle Erobreren) (Sprechrolle)
- 1989: Valby – Das Geheimnis im Moor (Miraklet i Valby)
- 1994: Hospital der Geister (Riget I)
- 1997: Hospital der Geister II (Riget II)
- 1997: Anastasia  (Sprechrolle)
- 1999: Deep Water – Im Sog der Angst (Dybt vand)
- 2001: Olsenbande Junior (Olsen-banden Junior)
- 2006: Der verlorene Schatz der Tempelritter (Tempelriddernes skat)
- 2006: Der Traum (Drømmen)
- 2007: Kommissarin Lund
- 2008: MollyCam (Drama)
- 2009: Blekingegade (Fernsehserie)
- 2009: Protectors – Auf Leben und Tod (Livvagterne)
- 2009: Kommissarin Lund - Das Verbrechen II (Forbrydelsen II)